# Софія Рохас
Софія Рохас (ісп. Sofía Rojas; нар. 13 серпня 1907 — 30 липня 2022) — колумбійська довгожителька, вік якої підтверджений Групою геронтологічних досліджень (GRG) та Групою LongeviQuest (LQ). Мала титул найстарішої людини з Колумбії, чий вік підтверджений. Вік Софії Рохас становив на час смерті 114 років 351 день, 14 днів до 115-річчя. На момент смерті вона була 65 найстарішою людиною у світовій історії, також була п'ятою найстарішою людиною, після Люсіль Рандон, Текли Юневич, Марії Браньяс Морери і Фуси Тацумі.

## Біографія
Софія Рохас народилася на невеликій фермі в Суайті, Сантандер, Колумбія, 13 серпня 1907 року. Вона дочка Кармен Рохас.
Вона переїхала до Букараманги, Сантандер, 1957 року. Мала четверо дітей. Все своє життя вона пропрацювала продавчинею Гуарапо. Софія католичка і дуже релігійна, вона особливо віддана Діві Канделарії.
13 серпня 2017 року їй виповнилося 110 років.
Вона стала найстарішою відомою живою людиною в Колумбії після смерті Хуани Арітами 21 травня 2021 року.
12 жовтня 2021 року, у віці 114 років і 60 днів, вона перевершила вік Кармен Емілії Харамільйо (1906—2020), ставши найстарішою людиною з Колумбії, чий вік підтверджений.
14 лютого 2022 року її вік було офіційно підтверджено Групою геронтологічних досліджень (GRG). На той момент у неї було троє живих дітей, 18 онуків, 24 правнуки та 16 праправнуків.
Проживала в Букараманзі, Сантандері, Колумбія, її вік становив 114 років і 351 день.
Софія Рохас померла 30 липня 2022. На момент смерті вона була п'ятою найстарішою людиною після Люсіль Рандон, Текли Юневич, Марії Браньяс Морери і Фуси Тацумі.

## Вікові рекорди
- 18 лютого 2022 року Софія Рохас увійшла до топ 100 найстаріших людей у світі.
- Займала 5-е місце в списку найстаріших людей, що нині живуть.